# Cmentarze ewangelickie na Morasku

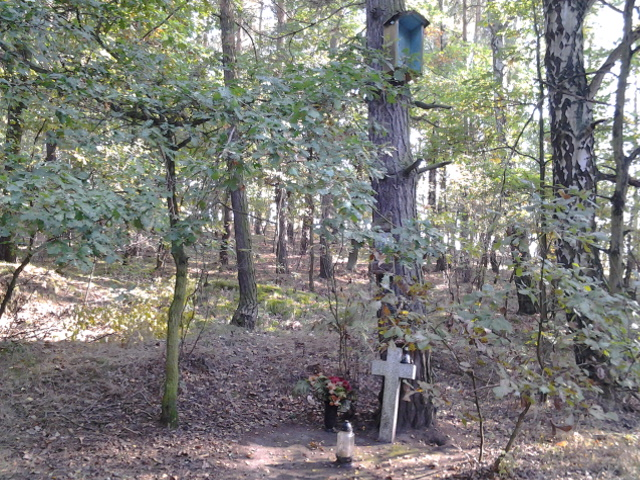
Pozostałości cmentarza przy ul. Poligonowej

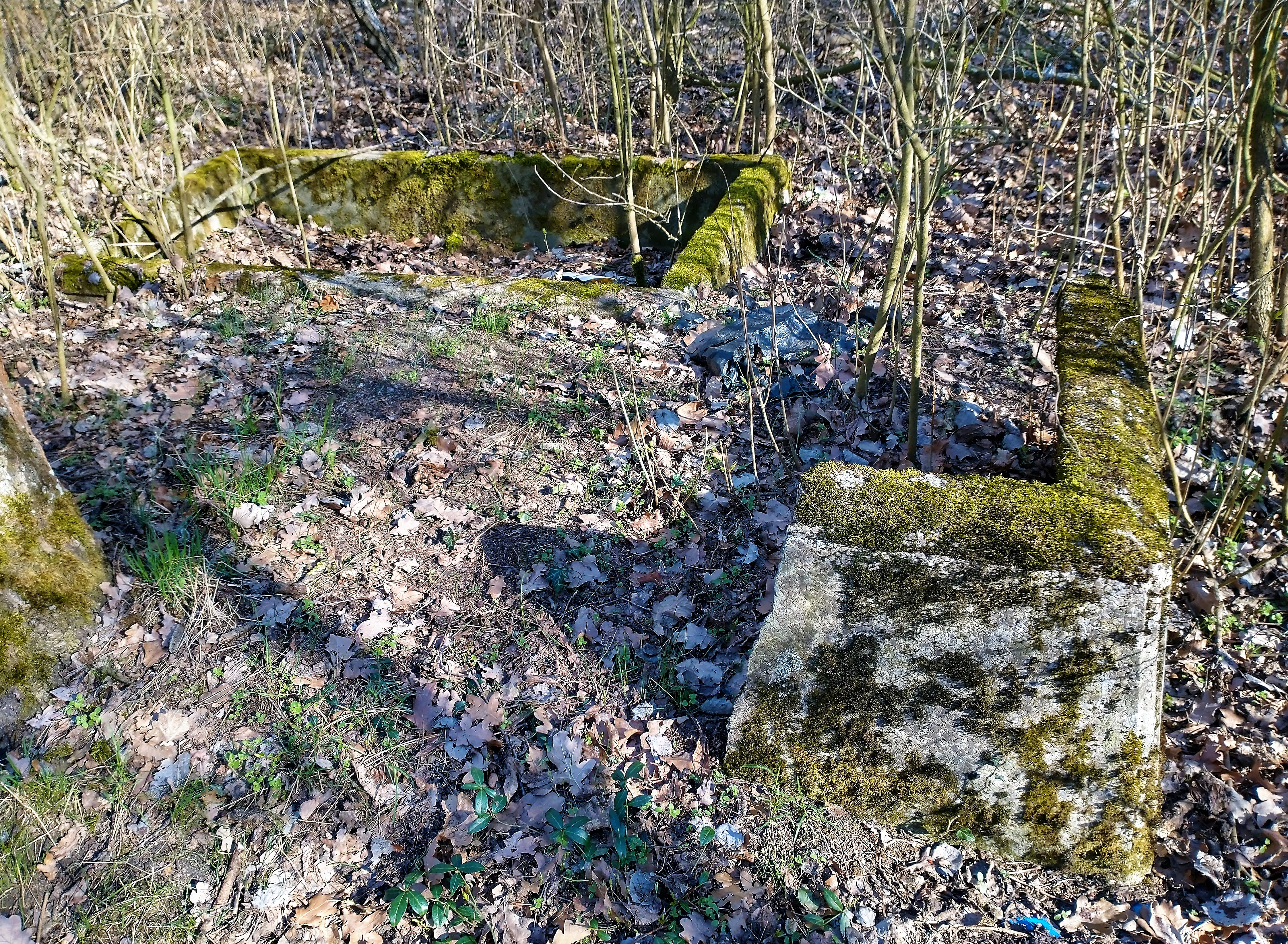
Pozostałości cmentarza przy ul. Krakowiaków i Górali w 2021

Cmentarze ewangelickie na Morasku – zespół dwóch nieczynnych cmentarzy ewangelickich na poznańskim Morasku.

## Charakterystyka
Za zabudowaniami Moraska (na północ i północny zachód) znajdują się dwa opuszczone cmentarze ewangelickie. Oba są widoczne na mapie okolic Poznania z 1916,1921, 1935 oraz 1944 roku.
Jeden położony przy ulicy Poligonowej jest częściowo zachowany, część grobów jest zadbana i pojawiają się ślady odwiedzin. Cmentarz przy ulicy Krakowiaków i Górali jest zdewastowany. Znajdują się na nim resztki nagrobków.